# German Society of Pennsylvania

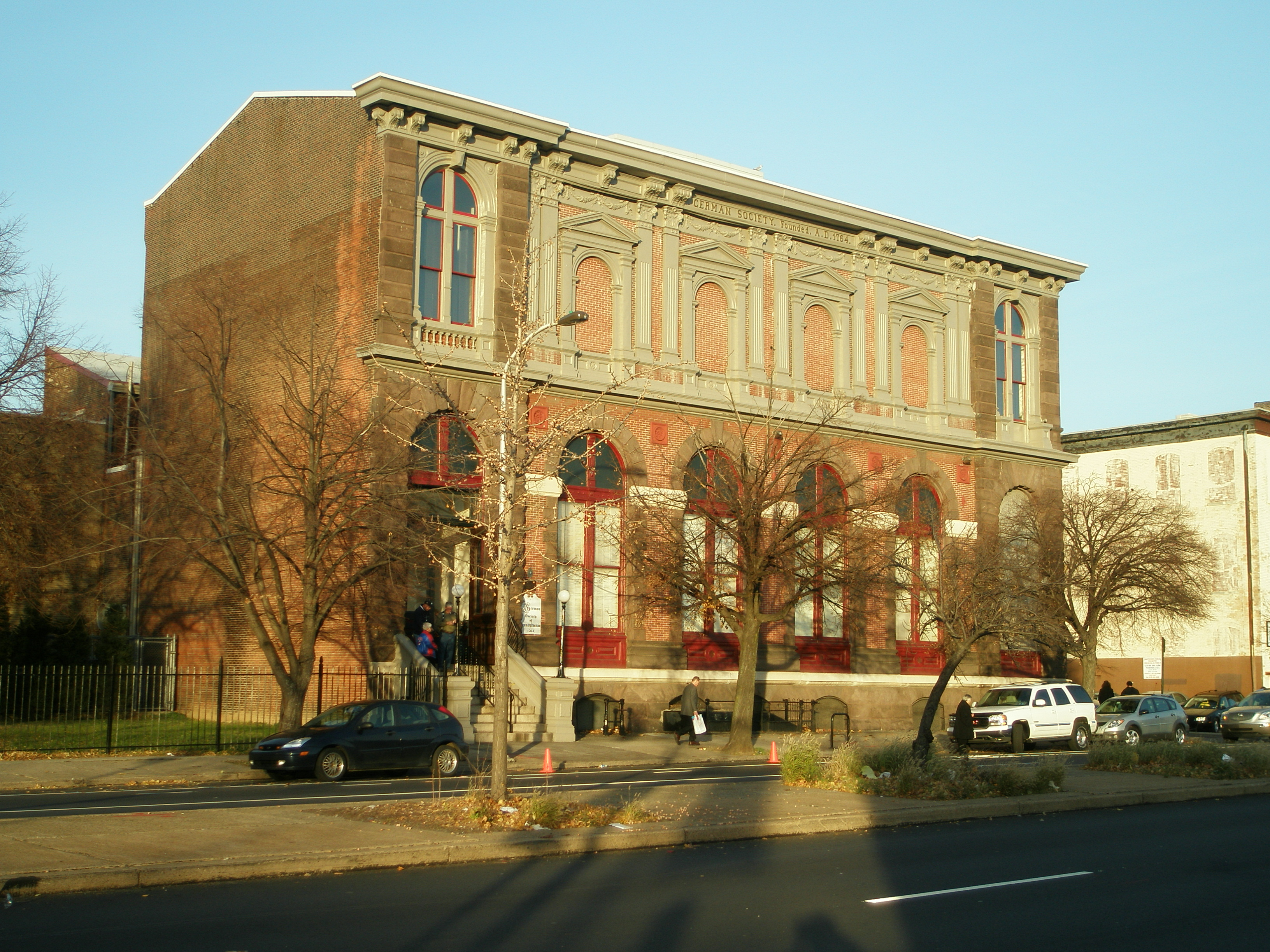
Das Haus der Gesellschaft

Die German Society of Pennsylvania ist eine seit 1764 bestehende Gesellschaft, die sich der Erforschung des deutschen Beitrags zur amerikanischen Geschichte und Kultur sowie entsprechenden Darbietungen widmet. Zugleich wird der stark pfälzisch geprägte deutsche Dialekt, das Pennsilfaanisch Deitsch gepflegt. Die Organisation entstand in Northern Liberties, heute ein Stadtteil von Philadelphia.

## Geschichte
Die ersten deutschen Einwanderer kamen 1683, geführt von Franz Daniel Pastorius, aus Krefeld. Zahlreiche arme Einwanderer unterzeichneten oftmals in Englisch abgefasste Verträge, die sie dazu verpflichteten, vier oder fünf Jahre zu arbeiten, um die Überfahrt zu finanzieren. Nach der Ankunft in der Neuen Welt wurden sie als Arbeiter weiterverkauft.
Die German Society of Pennsylvania entstand, um die Auswirkungen dieser Art von Sklavenarbeit oder Schuldknechtschaft zu lindern, und die Moral zu heben. Sie wurde am 26. Dezember 1764 gegründet und ist damit die älteste Gesellschaft dieser Art in den USA. Der erste Präsident der German Society of Pennsylvania war der aus Treschklingen stammende Auswanderer Johann Heinrich Keppele, dessen Enkel Michael 1801 Bürgermeister von Philadelphia wurde.

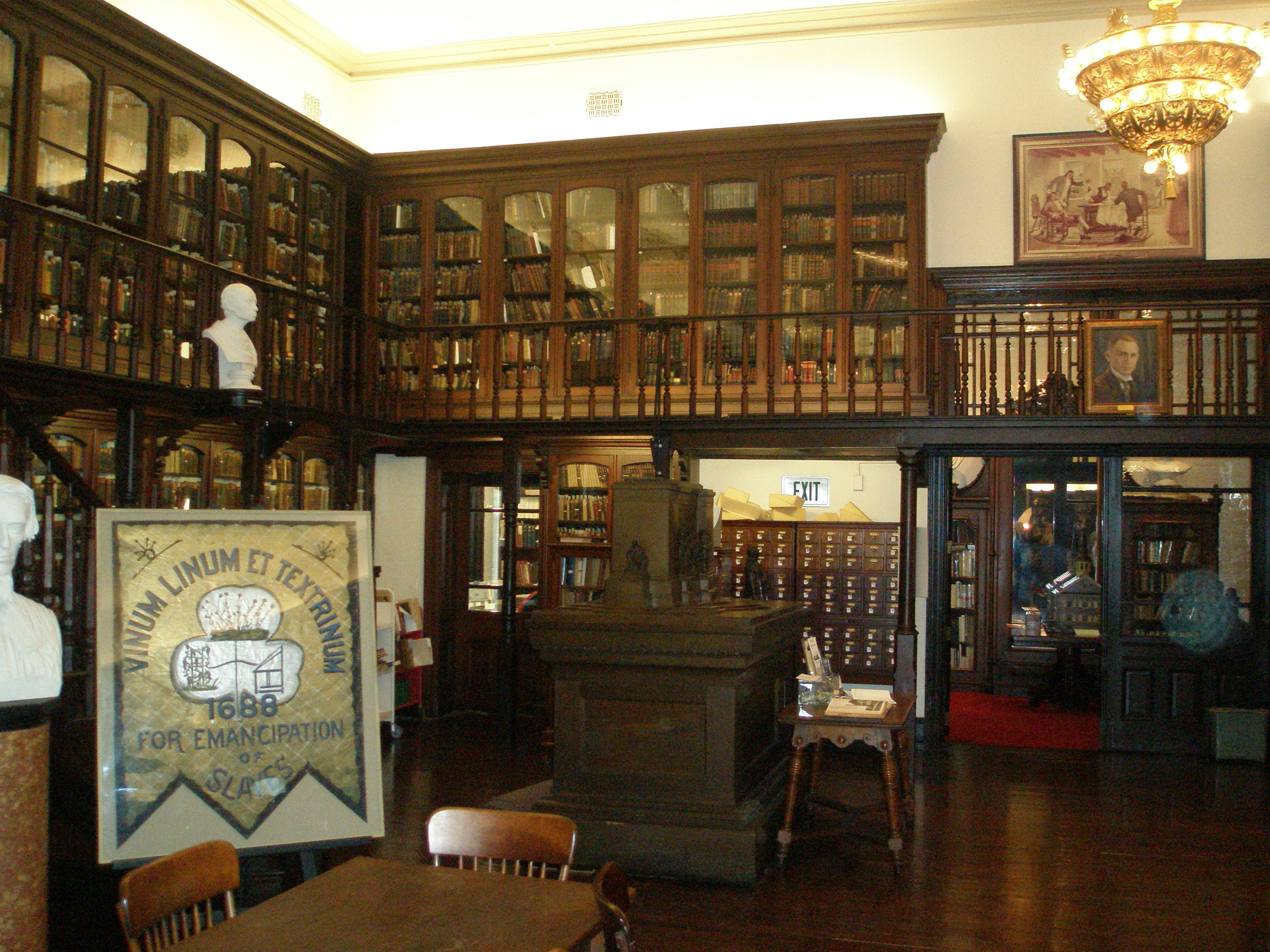
Lesesaal der Horner Memorial Library

Die Deutsche Gesellschaft residierte im lutherischen Schulgebäude in der Cherry Street. 1783 entstand durch eine Schenkung von sechs Büchern die Idee, eine Bibliothek einzurichten. Hier befindet sich auch die älteste in den USA gedruckte Bibel, die 1743 von Johann Christoph Sauer gedruckte Sauer-Bibel.
1887 gelang es der Gesellschaft, das Spring Garden Street townhouse zu erwerben, in dem sie bis heute residiert. Unter der Leitung von Antonie Ehrlich gründeten zwölf Frauen das Women’s Auxiliary, das 1908 rund 800 Mitglieder hatte.
1914 wies die Gesellschaft 624 Mitglieder auf, doch war die Zahl der Mitglieder während der Weltwirtschaftskrise und während des Zweiten Weltkriegs rückläufig. 1945 waren es nur noch etwa 350 Mitglieder.
Nach dem Kriegsende unterstützte die Gesellschaft zusammen mit der Women’s Auxiliary und der American Relief for Central Europe die Bevölkerung in Deutschland.
In den 1960er Jahren begann die GSP zusammen mit der American Association of Teachers of German ein bis heute bestehendes Unterrichtsprogramm. Dazu gehören Theateraufführungen, sowie eine Jugendgruppe für Tänze, Lesungen und sonstige Kulturaufführungen. Hinzu kommen Stipendien an deutsche Studenten, die über den Einfluss der deutschen Einwanderer in Nordamerika forschen und dazu die Bibliothek mit ihren 70.000 Bänden und sonstige Forschungsmöglichkeiten nutzen wollen.
Anfang des 21. Jahrhunderts hatte die Gesellschaft wieder rund 700 Mitglieder.